# Jožef Petrovič (ekonomist)
Jožef Petrovič, slovenski politik in diplomirani ekonomist, * 5. februar 1958, Maribor.
Ker ima veliko izkušenj v gospodarstvu in izkušnje z vodenjem malih, srednjih in velikih podjetij je v 12. vladi Republike Slovenije pod vodstvom Mira Cerarja vodil Ministrstvo za gospodarski razvoj in tehnologijo Republike Slovenije. Po le dveh tednih ministrovanja je odstopil zaradi suma kršitve zakona o preprečevanju omejevanja konkurence.